# شمعي المنقار القرمزي الردف
شمعي المنقار القرمزي الردف (الاسم العلمي: Estrilda rhodopyga) (بالإنجليزية: Crimson-rumped Waxbill)‏ هو نوع من الطيور يتبع جنس الشمعي المنقار من فصيلة شمعية المنقار.